# Emilia Matallana Redondo
Emilia Matallana Redondo (Sagunto, 24 de octubre de 1961) es una bioquímica española, actualmente catedrática del Departamento: Bioquímica y Biología Molecular la Universitat de València. Investigadora del  grupo de Biotecnología de Levaduras Industriales del Instituto de Biología Integrativa de Sistemas, especializada en el estudio de levaduras enológicas y miembro activo en proyectos y programas docentes de dicha universidad. Es licenciada en Biología por la Universidad de Valencia. Su investigación se ha centrado en la eficiencia tecnológica de las levaduras vínicas durante sus diferentes usos industriales. Actualmente forma un gr upo de investigación con Agustín Aranda.

## Biografía
Nacida en Sagunto, su padre (funcionario municipal) y su madre son de origen albaceteño. En su adolescencia se despertó su interés por la biología, durante sus estudios de bachillerato (1979) se decantó por la Licenciatura de Biología. Entró en la Universidad de Valencia para realizar sus estudios de Licenciatura de Biología en 1980.
Tras licenciarse y finalizar la especialidad de Bioquímica de la Licenciatura de Biología en 1985, se incorporó al Departamento de Bioquímica y Biología molecular de la Universidad de Valencia en 1986 con una beca FPI del Ministerio de Educación, Cultura y Deporte (MEC) para realizar su tesis doctoral en 1989 bajo la dirección de José Enrique Pérez merecedora del Premio Extraordinario de Doctorado. Tras ello inició una estancia postdoctoral de dos años en el laboratorio de Joseph Ecker en el Plant Science Institute de la Universidad de Pensilvania. En 1992 se reincorporó a su grupo de investigación de Biología molecular de Levaduras en el Departamento de Bioquímica y Biología Molecular de la UVEG, para posteriormente obtener una plaza como Profesora Titular en 1995 y luego la de catedrática en el año 2012.

## Actividad científica
Desde 1995, su investigación se ha centrado principalmente en el estudio de levaduras vínicas y la eficiencia tecnológica que presentan las mismas en sus diferentes usos industriales, desarrollando dicha actividad en instalaciones del Instituto de Agroquímica y Tecnología de Alimentos del Consejo Superior de Investigaciones Científicas (CSIC) en Valencia, de cuyo claustro científico es miembro. El desarrollo de dicha actividad científica con la colaboración de Agustín Aranda ha sido acompañada de financiación conjunta de grupos de excelencia de la Generalidad Valenciana. Su aporte científico se ve reflejado en los proyectos de I+D+i en los que ha participado, además de en las publicaciones científicas en las que Emilia ha participado, publicadas en revistas como Applied and Environmental Microbiology, Applied Microbiology and Biotechnology, Microbial Cell Factories o Biotechnology Journal. También ha participado como revisora de artículos científicos para las revistas: Journal of Agricultural and Food Chemistry, Biotechnology and Bioengineering, FEMS Yeast Research y Applied Microbiology and Biotechnology.
Ha realizado publicaciones científicas en revistas, capítulos de libros y comunicaciones en congresos nacionales e internacionales y también ha publicado artículos de divulgación científica en el periódico Levante. Además realiza divulgación a través de actividades de la Cátedra de Divulgación de la Ciencia de la Universidad de Valencia, entre las que se incluyen conferencias, la traducción de la biografía de Sydney Brenner y la participación como jurado de la XIII edición de los Premios Literarios de Divulgación de la Ciencia Ciutat de Alzira, desarrollado también actividad docente y de gestión universitaria.
Mantiene colaboraciones permanentes con los grupos de investigación de los doctores Jesús Cantoral (Universidad de Cádiz), Juan Carlos Argüelles (Universidad de Murcia), Cabiscol y Ros (Universidad de Lérida), Isabel López (Universidad de Sevilla) y José Antonio Bárcena (Universidad de Córdoba); también colabora con empresas relacionadas con los sectores enológico y biotecnológico como Bodegas Torres, Lallemand SL y Biopolis SL.

## Actividad universitaria
A partir de su incorporación como profesora del departamento de bioquímica de la Universidad de Valencia en 1995, impartió materias en diversas titulaciones de la facultad de ciencias biológicas de dicha universidad; es tutora de tesis doctorales y miembro del Consejo Académico de Motivem, iniciativa promovida por la Universidad de Valencia en colaboración con su Fundación Universidad-Empresa ADEIT a través de la Cátedra de Cultura Empresarial y también profesora de La Nau Gran, programa dirigido a personas mayores de 55 años que quieran ser formadas en el ámbito académico.

## Reconocimientos
Emilia Matallana ganó el Premio Extraordinario de Doctorado tras defender su tesis doctoral en 1989. Además es miembro de diversas sociedades científicas y asociaciones profesionales, como la Sociedad Española de Biología Evolutiva y la Sociedad Española de Bioquímica y Biología molecular. Fue evaluadora para la ANEP (Agencia Nacional de Evaluación y Prospectiva) de proyectos de investigación y de infraestructura (Convocatorias 2002-2016), miembro de distintas redes de investigación como la Red Temática REDIL (Red Española de Levaduras), la Red de la Vid y el Vino y de la Xara de llevats d`interés enologic (Generalidad de Cataluña).
En el año 2011 recibió el Premio de Excelencia Docente en la XVII Edición de los Premios Universitat-Societat del Consell Social de la Universidad de Valencia y de la Conselleria d’Educació, Formació i Ocupació de la Generalidad Valenciana, dada la implicación que muestra tanto por su alumnado como por la Universidad de Valencia. En el año 2015 obtuvo el segundo puesto en los Premios Motivem como coordinadora del equipo Bioluminiscencia y en 2016 resultó finalista de la tercera edición de dichos premios con el equipo Celulosa 2.0.